# Директива (Європейський Союз)
Директи́ва (англ. Directive) — нормативно-правовий акт Європейського Союзу, який вимагає від держав-членів досягнення певної мети, не диктуючи, яким методом держави-члени повинні її досягти. На відміну від регламенту чи рішення, інструментів прямої дії, директива запроваджується через національне законодавство. Вона зобов'язує державу-члена у певний термін вжити заходів, спрямованих на досягнення визначених у ній цілей. Директиви — підпорядкований інструмент, вони повинні відображувати положення договорів, але вони так само, як і договори, мають верховенство над національним правом. Тож якщо якась країна не запровадила вчасно відповідну директиву до національного законодавства, вона однаково має силу закону в цій державі, і її порушення може бути оскаржено в Суді Європейського Союзу.
Текст проєкту директиви (якщо він підлягає процедурі спільного прийняття рішень, як зазвичай у спірних питаннях) готується Європейською комісією після консультації з власними та національними експертами. Проєкт представляється Європейському парламенту та Раді Європейського Союзу, що складається з відповідних міністрів урядів держав-членів, спочатку для оцінки та коментарів, а потім для затвердження або відхилення.

## Обґрунтування
Існують обґрунтування для більш широкого використання саме директиви, а не регламенту: (i) вона відповідає прагненню ЄУ до «субсидіарности»; (ii) вона визнає, що різні держави-члени мають різні правові системи, правові традиції та правові процеси; і (iii) кожна держава-член має свободу вибору власного законодавчого формулювання замість прийняття офіційної брюссельської термінології «європейської мови».
Наприклад, хоча Директива ЄС 2009/20/EC (яка просто вимагає, щоб усі судна, які відвідують порти ЄС, мали захист P&I) могла бути нормативним актом (без вимог до держав-членів імплементувати директиву), прагнення до субсидіарності було першочерговим, тому директиви було обрано транспортний засіб.

## Правовий ґрунт
Правовим ґрунтом для введення в дію директив є стаття 288 Договору про функціонування Європейського Союзу (раніше стаття 249 ДЄС).
Стаття 288
Для виконання повноважень інституції Європейського Союзу ухвалюють регламенти, директиви, рішення, рекомендації та висновки.
Регламент має загальне застосування. Він є обов’язковим у повному обсязі та повинен прямо застосовуватися в усіх державах-членах.
Директива є обов’язковою щодо результату, якого необхідно досягти, для кожної держави-члена, якій її адресовано, проте залишає національним органам влади вибір форми та засобів.
Рішення є обов’язковим у повному обсязі. Якщо рішення визначає тих, кому воно адресовано, воно є обов’язковим лише для них.
Рекомендації та висновки не є зобов’язальними.
Рада може делегувати законодавчі повноваження Комісії, і, залежно від сфери та відповідної законодавчої процедури, обидві установи можуть видавати нормативно-правові акти. Є директиви Ради та директиви Комісії. Стаття 288 не проводить чіткого розмежування між законодавчими та адміністративними актами, як це зазвичай робиться в національних правових системах.

## Юридична сила
Директиви є обов'язковими лише для держав-членів, яким вони адресовані, якою може бути лише одна держава-член або їх група. Загалом, однак, за винятком директив, пов'язаних зі Спільною сільськогосподарською політикою, директиви адресовані всім державам-членам.

### Імплементація
Після прийняття директиви державам-членам надають графік імплементації запланованого результату для цілей. Інколи закони держави-члена вже можуть відповідати цьому результату, і від відповідної держави вимагатиметься лише зберегти свої закони. Частіше держави-члени зобов'язані внести зміни до своїх законів (що зазвичай називають транспозицією), щоб директива була імплементована правильно. Це робиться приблизно в 99 % випадків. Якщо держава-член не приймає необхідного національного законодавства або якщо національне законодавство не відповідає належним чином вимогам директиви, Європейська комісія може порушити позов проти держави-члена в Суді Справедливости. Це також може статися, коли держава-член транспонувала директиву в теорії, але не дотримується її положень на практиці.
Якщо держава-член не імплементує директиву вчасно або належним чином, сама директива стає обов'язковою для держав-членів, тобто сторони у судовому процесі проти держави можуть покладатися на положення невчасно або неправильно транспонованої директиви. Прикладом справи, у якій заявник міг послатися на положення невчасно транспонованої директиви, є справа Verkooijen, у якій Суд Справедливости виніс рішення 6 червня 2000 року (справа № C-35/98).
Сполучене Королівство було прийняло нормативний акт «Регламент про несправедливі умови в споживчих контрактах» 1994 року для імплементації Директиви ЄУ про несправедливі умови в споживчих контрактах 1993 року. З незрозумілих причин нормативний акт 1994 року було визнано невідповідним і було скасовано та замінено «Регламентом про несправедливі умови в споживчих контрактах» 1999 року. Закон про права споживачів 2015 року, основний закон Сполученого Королівства, що консолідує права споживачів, скасував нормативний акт 1999 року; тож, імовірно, аж Закон 2015 року відповідає директиві ЄУ 1993 року, яка залишається чинною.

### Пряма дія
Незважаючи на те, що спочатку вважалося, що директиви не є обов'язковими до виконання державами-членами, Суд Справедливости розробив доктрину прямої дії, коли нереалізовані або погано імплементовані директиви можуть мати пряму юридичну силу. У важливій справі Франкович проти Італії Суд Справедливости розширив принципи зі справи Ван Ґенд ен Лоос, аби передбачити, що держави-члени, які не впровадили директиву, можуть нести відповідальність за відшкодування збитків особам і компаніям, які постраждали від її невиконання.